# Ябълката на раздора
Ябълката на раздора е златна ябълка в древногръцката митология, откъсната от градините на Хесперидите, с надпис: „На най-красивата“, която Ерида подхвърлила на 3-те богини – Афродита, Атина и Хера по време на сватбата на Тетида и Пелей. Според легендата, всяка от трите богини сметнала, че ябълката е предназначена за нея и те започнали да се карат помежду си. Именно този надпис станал повод за гибелното съперничество помежду им, а впоследствие и за Троянската война, тъй като всяка от 3-те смятала, че тя е най-прекрасната.
В преносен смисъл ябълката на раздора се разбира като нещо, което поражда спорове и раздор.